# Duhovnost
Duhovnost je stanje svesti u kojem se čovek predaje razvoju vlastitog duha. Sama reč potiče iz latinskog: spiritus = duh, ili spiro „dišem“. Duhovnost može biti, ali ne mora, povezana sa religijskom posvećenošću Bogu. Pojam duhovnosti usko se vezuje uz religiju, ali on može označavati i duševno stanje u kojem čovek svoju pažnju okreće prema onome što se ne nalazi u njegovoj neposrednoj okolini. Na primer, bavljenje filozofijom ili pisanje poezije, su neki od ne-verskih oblika duhovnosti. Biti duhovna osoba znači stavljati duhovno, metafizičko, i nematerijalno ispred prolaznog, svetovnog i materijalnog. Duhovnost se provodi molitvom, meditacijom i moralnim življenjem.
Značenje duhovnosti se vremenom razvijalo i širilo, te se različite konotacije mogu naći jedna pored druge. Tradicionalno, duhovnost se odnosila na religiozni proces ponovnog formiranja koji „ima za cilj da se oporavi prvobitni oblik čoveka", orijentisan na" sliku Božju" kao što su to primerili osnivači i sveti tekstovi religija sveta. Izraz se koristio u ranom hrišćanstvu da se odnosi na život orijentisan ka Svetom Duhu i proširen tokom kasnog srednjeg veka da uključi mentalne aspekte života. U modernim vremenima, izraz se proširio i na druge verske tradicije i proširio se na širi raspon iskustva, uključujući niz ezoteričnih i verskih tradicija. Savremene upotrebe imaju tendenciju da se pozivaju na subjektivno iskustvo svete dimenzije i „najdublje vrednosti i značenja po kojima ljudi žive“, često u kontekstu odvojenom od organizovanih verskih institucija. Ovo može uključivati veru u natprirodno područje izvan obično uočljivog sveta, lični rast, potragu za konačnim ili svetim smislom, religiozno iskustvo, ili susret sa sopstvenom „unutrašnjom dimenzijom“.

## Definicija
Ne postoji jedinstvena, široko usaglašena definicija duhovnosti. Pregledi definicije pojma, kako se koristi u naučnim istraživanjima, pokazuju širok spektar definicija sa ograničenim preklapanjem. Makarolov pregled kritika koje se bave temom duhovnosti dao je dvadeset i sedam eksplicitnih definicija, među kojima je „bilo malo saglasnosti”. To ometa sistematsko proučavanje duhovnosti i sposobnost smislene komunikacije nalaza. Štaviše, mnoge osnovne karakteristike duhovnosti nisu jedinstvene samo za duhovnost; na primer, samotranscendencija, asketizam i priznavanje vlastite povezanosti sa svima, ateista Artur Šopenhauer smatrao je ključem etičkog života.
Prema Kis Vajijman, tradicionalno značenje duhovnosti je proces ponovnog formiranja koji „ima za cilj da povrati prvobitni oblik čoveka, slika Boga. Da bi se to postiglo, ponovno formiranje je orijentisano na kalup, koji predstavlja izvorni oblik: u judaizmu Tora, u hrišćanstvu postoji Hrist, za budizam, Buda, a u islamu, Muhamed.” Houtman i Aupers sugerišu da je savremena duhovnost spoj humanističke psihologije, mistične i ezoterijske tradicije i istočne religije.
U moderno doba naglasak je na subjektivnom iskustvu i „najdubljim vrednostima i značenjima po kojima ljudi žive”, uključujući lični rast ili transformaciju, obično u kontekstu odvojenom od organizovanih verskih institucija.

## Napomene
1. 1 2  See:
* Koenig e.a.: "There is no widely agreed on definition of spirituality today".[2]
* Cobb e.a.: "The spiritual dimension is deeply subjective and there is no authoritative definition of spirituality".[3]
2. 1 2  Waaijman[4][5] uses the word "omvorming", "to change the form". Different translations are possible: transformation, re-formation, trans-mutation.

## Literatura
- Cobb, Mark R.; Puchalski, Christina M.; Rumbold, Bruce (2012), Oxford Textbook of Spirituality in Healthcare
- Comans, Michael (2000), The Method of Early Advaita Vedānta: A Study of Gauḍapāda, Śaṅkara, Sureśvara, and Padmapāda, Delhi: Motilal Banarsidass
- De Michelis, Elizabeth (2005), A History of Modern Yoga: Patanjali and Western Esotericism, Continuum, ISBN 978-0-8264-8772-8
- Gorsuch, R.L.; Miller, W.R. (1999), „Assessing spirituality”,  Ур.: W.R. Miller, Integrating spirituality into treatment, Washington, DC: American Psychological Association, стр. 47—64
- Griffin, David Ray (1988), Spirituality and Society, SUNY
- Hanegraaff, Wouter J. (1996), New Age Religion and Western Culture. Esotericism in the mirror of Secular Thought, Leiden/New York/Koln: Brill
- Hori, Victor Sogen (1999), „Translating the Zen Phrase Book” (PDF), Nanzan Bulletin, 23
- Houtman, Dick; Aupers, Stef (2007), „The Spiritual Turn and the Decline of Tradition: The Spread of Post-Christian Spirituality in 14 Western Countries, 1981–2000”, Journal for the Scientific Study of Religion, 46 (3): 305—20, doi:10.1111/j.1468-5906.2007.00360.x
- Kapuscinski, Afton N.; Masters, Kevin S. (2010). „The current status of measures of spirituality: A critical review of scale development.”. Psychology of Religion and Spirituality. 2 (4): 191—205. doi:10.1037/a0020498.
- King, Richard (2002), Orientalism and Religion: Post-Colonial Theory, India and "The Mystic East", Routledge
- Koenig, Harold; King, Dana; Carson, Verna B. (2012), Handbook of Religion and Health, Oxford UP
- McCarroll, Pam; O'Connor, Thomas St. James; Meakes, Elizabeth (2005), Assessing plurality in Spirituality Definitions. In: Meier et al, "Spirituality and Health: Multidisciplinary Explorations", Wilfrid Laurier Univ. Press, стр. 44—59
- McMahan, David L. (2008), The Making of Buddhist Modernism, Oxford University Press, ISBN 978-0-19-518327-6
- Morgan, Diane (2010), Essential Islam: a comprehensive guide to belief and practice, ABC-CLIO, ISBN 978-0-313-36025-1
- Oman, Doug (2013), Defining Religion and Spirituality, ISBN 978-1-4625-1101-3. In Paloutzian, Raymond F.; Park, Crystal L., ур. (2013-04-30). Handbook of the psychology of religion and spirituality (2nd изд.). New York: Guilford. стр. 23—47. ISBN 978-1-4625-1006-1.
- Otterloo, Anneke; Aupers, Stef; Houtman, Dick (2012), „Trajectories to the New Age. The spiritual turn of the first generation of Dutch New Age teachers” (PDF), Social Compass, 59 (2): 239—56, S2CID 145189097, doi:10.1177/0037768612440965, hdl:1765/21876
- Puchalski, Christina; Vitillo, Robert; Hull, Sharon; Relle, Nancy (2014), „Spiritual Dimensions of Whole Person Care: Reaching National and International Consensus”, Journal of Palliative Medicine, 17 (6): 642—56, PMC 4038982 , PMID 24842136, doi:10.1089/jpm.2014.9427
- Rambachan, Anatanand (1994), The Limits of Scripture: Vivekananda's Reinterpretation of the Vedas, University of Hawaii Press
- Remes, Pauliina (2014), Neoplatonism, Routledge
- Renard, Philip (2010), Non-Dualisme. De directe bevrijdingsweg, Cothen: Uitgeverij Juwelenschip
- Roy, Sumita (2003), Aldous Huxley And Indian Thought, Sterling Publishers Pvt. Ltd
- Saucier, Gerard; Katarzyna Skrzypinska (1. 10. 2006). „Spiritual But Not Religious? Evidence for Two Independent Dispositions” (PDF). Journal of Personality. 74 (5): 1257—92. CiteSeerX 10.1.1.548.7658 . JSTOR 27734699. PMID 16958702. doi:10.1111/j.1467-6494.2006.00409.x. Приступљено 2013-03-05.
- Schuurmans-Stekhoven, J. (2014), „Measuring Spirituality as Personal Belief in Supernatural Forces: Is the Character Strength Inventory-Spirituality subscale a brief, reliable and valid measure?”, Implicit Religion, 17 (2): 211—222, doi:10.1558/imre.v17i2.211
- Schneiders, Sandra M. (1989). „Spirituality in the Academy”. Theological Studies. 50 (4): 676—97. ISSN 0040-5639. OCLC 556989066. S2CID 55194754. doi:10.1177/004056398905000403.
- Schneiders, Sandra M. (1993). „Spirituality as an Academic Discipline: Reflections from Experience”. Christian Spirituality Bulletin. 1 (2): 10—15. ISSN 1082-9008. OCLC 31697474.
- Sharf, Robert H. (1995), „Buddhist Modernism and the Rhetoric of Meditative Experience” (PDF), NUMEN, 42 (3): 228—283, doi:10.1163/1568527952598549, hdl:2027.42/43810 , Архивирано из оригинала (PDF) 2019-04-12. г., Приступљено 2013-02-10
- Sharf, Robert H. (2000), „The Rhetoric of Experience and the Study of Religion” (PDF), Journal of Consciousness Studies, 7 (11–12): 267—87, Архивирано из оригинала (PDF) 2013-05-13. г., Приступљено 2013-01-13
- Sheldrake, Philip (1998). Spirituality and history: Questions of interpretation and method. Maryknoll, NY: Orbis Books. ISBN 978-1-57075-203-2. OCLC 796958914.
- Sheldrake, Philip (2007), A Brief History of Spirituality, Wiley-Blackwell
- Sinari, Ramakant (2000), Advaita and Contemporary Indian Philosophy. In: Chattopadhyana (gen.ed.), "History of Science, Philosophy and Culture in Indian Civilization. Volume II Part 2: Advaita Vedanta", Delhi: Centre for Studies in Civilizations
- Snyder, C.R.; Lopez, Shane J. (2007), Positive Psychology, Sage Publications, Inc., ISBN 978-0-7619-2633-7
- Versluis, Arthur (2014), American Gurus: From Transcendentalism to New Age Religion, Oxford University Press
- Waaijman, Kees (2002), Spirituality: Forms, Foundations, Methods, Peeters Publishers
- Wong, Yuk-Lin Renita; Vinsky, Jana (2009), „Speaking from the Margins: A Critical Reflection on the 'Spiritual-but-not-Religious' Discourse in Social Work”, British Journal of Social Work, 39 (7): 1343—59, doi:10.1093/bjsw/bcn032
- Downey, Michael. Understanding Christian Spirituality. New York: Paulist Press, 1997.
- Hanegraaff, Wouter J. (1996), New Age Religion and Western Culture. Esotericism in the mirror of Secular Thought, Leiden/New York/Koln: Brill
- Charlene Spretnak, The Spiritual Dynamic in Modern Art : Art History Reconsidered, 1800 to the Present, 1986.
- Eck, Diana L. A New Religious America. San Francisco: Harper, 2001.
- Metzinger, Thomas (2013). Spirituality and Intellectual Honesty: An Essay (PDF). Self-Published. ISBN 978-3-00-041539-5.
  - „Spirituality and Intellectual Honesty with Thomas Metzinger”. Krishnamurti Educational Center. 19. 7. 2017  — преко YouTube.
- Schmidt, Leigh Eric. Restless Souls : The Making of American Spirituality. San Francisco: Harper, 2005.  0-06-054566-6
- Carrette, Jeremy R.; King, Richard (2005), Selling Spirituality: The Silent Takeover of Religion, Taylor & Francis Group

## Spoljašnje veze
Mediji vezani za članak Duhovnost na Vikimedijinoj ostavi

- Religion and Spirituality на веб-сајту  (језик: енглески)
- Sociology of Religion Resources
- Sociology of Religion Resources Spiritual life concept]